# Nemo Mettler
Nemo Mettler, znan_a enostavno kot Nemo, švicarski_a glasbenik_ca; * 3. avgust 1999, Biel/Bienne, Švica. 
Nemo je reper_ka, pevec_ka, violinist_ka, pianist_ka in bobnar_ka. Leta 2024 je s skladbo »The Code« zastopal_a Švico na Pesmi Evrovizije, se uvrstil_a v finale in zmagal_a.

## Zgodnje življenje
Rodil_a se je v Bielu v razmeroma premožno družino očuetu Markusu Mettlerju, poslovnežu in izumitelju, in materi Nadji Schnetzler, novinarki in podjetnici. Sestra Ella dela kot fotografinja in mu tudi pomaga pri glasbenih projektih.

## Kariera
Nemo je leta 2015 izdal_a minialbum Clownfisch, s katerim se je uvrstil_a na 95. mesto na švicarski glasbeni lestvici. Leta 2017 je izdal_a singel »Du«, ki je pristal na 4. mestu na lestvici v Švici.
29. februarja 2024 so Nema razglasili za švicarskega predstavnika na Pesmi Evrovizije 2024. Švica ni imela nacionalnega izbora za svojega predstavnika in ga je izbrala interno. Nastopil_a je v drugem polfinalu, 9. 5. 2024, in sicer s skladbo »The Code«. V polfinalu, v katerem je glasovalo le občinstvo, je med tekmujočimi tisti večer zasedel_la četrto mesto in se uvrstil_a v finale. V finalu je prejel_a med vsemi predstavniki največ točk, skupno zmago pa so mu_ji primesle zlasti točke strokovnih žirij.

## Zasebno življenje
Novembra 2023 se je Nemo v enem od članov v časniku SonntagsZeitung javno razkril_a kot nebinarna oseba. V članku je izjavil_a, da v nemščini raje uporablja svoje ime Nemo kot nemške zaimke, ki izražajo spol, v angleščini pa uporablja tudi spolno nevtralna zaimka they/them.

## Diskografija

### Minialbumi
| Naslov | Podrobnosti                                                                                     | Najvišja uvrstitev na lestvicah |
| Naslov | Podrobnosti                                                                                     | SWI                             |
| --- | ----------------------------------------------------------------------------------------------- | ------------------------------- |
| Clownfisch | - Datum izida: 13. 6. 2015 - Založba: v samozaložbi - Oblika: digitalni prenos, pretočni format | 95.                             |
| Momänt-Kids | - Datum izida: 21. 10. 2017 - Založba: Bakara Music - Oblika: digitalni prenos, pretočni format | —                               |
| Fundbüro | - Datum izida: 17. 11. 2017 - Založba: Bakara Music - Oblika: digitalni prenos, pretočni format | —                               |
| Whatever Feels Right                                                                                             | - Datum izida: 9. 9. 2022 - Založba: v samozaložbi - Oblika: digitalni prenos, pretočni format  | —                               |
| "—" označuje neuvrstitev minialbuma na lestvico ali pa minialbum ni bil izdan na območju, ki ga lestvica zajema. |                                                                                                 |                                 |

### Singli

#### Kot glavni vokalist
| Naslov | Leto | Najvišja uvrstitev na lestvicah | Album/minialbum           |
| Naslov | Leto | SWI                             | Album/minialbum           |
| --- | ---- | ------------------------------- | ------------------------- |
| »Himalaya« | 2016 | 27                              | Momänt-Kids               |
| »Style« (z Marcom Amacherjem)                                                                                 | 2017 | —                               | singel ni izšel na albumu |
| »Du« | 2017 | 4                               | Fundbüro                  |
| »Usserirdisch«                                                                                                | 2017 | 64                              | Fundbüro                  |
| »Crush uf di«                                                                                                 | 2018 | 77                              | singel ni izšel na albumu |
| »5i uf de Uhr«                                                                                                | 2019 | 31                              | singel ni izšel na albumu |
| »365« | 2019 | —                               | singel ni izšel na albumu |
| »Girl us mire City«                                                                                           | 2019 | —                               | singel ni izšel na albumu |
| »Dance With Me«                                                                                               | 2020 | —                               | singel ni izšel na albumu |
| »Video Games«                                                                                                 | 2020 | —                               | singel ni izšel na albumu |
| »Hailey« (s Chelanom)                                                                                         | 2021 | —                               | Orange & Blue             |
| »Certified Pop Queen«                                                                                         | 2021 | —                               | singel ni izšel na albumu |
| »Chleiderchäschtli« (s KT Gorique)                                                                            | 2021 | —                               | singel ni izšel na albumu |
| »Lonely Af«                                                                                                   | 2022 | —                               | Whatever Feels Right      |
| »Own Sh¡t« | 2022 | —                               | Whatever Feels Right      |
| »F*ck Love« (z Anthonyjem de la Torreom)                                                                      | 2022 | —                               | Whatever Feels Right      |
| »Be like You«                                                                                                 | 2022 | —                               | Whatever Feels Right      |
| »This Body«                                                                                                   | 2023 | —                               | singel ni izšel na albumu |
| »Falling Again«                                                                                               | 2024 | —                               | singel ni izšel na albumu |
| »The Code« | 2024 | 1                               | singel ni izšel na albumu |
| »Eurostar« | 2024 | 54                              | singel ni izšel na albumu |
| "—" označuje neuvrstitev skladbe na lestvico ali pa skladba ni bila izdana na območju, ki ga lestvica zajema. |      |                                 |                           |

#### V sodelovanju z drugimi glasbeniki
| Naslov                           | Leto | Album/minialbum |
| -------------------------------- | ---- | --------------- |
| »Sheriff« (Visu featuring Nemo)  | 2016 | Sex & Röschti   |
| »Singer« (Dodo featuring Nemo)   | 2017 | Pfingstweid     |
| »Legend« (Stress featuring Nemo) | 2019 | Sincèrement     |

### Druge skladbe na lestvicah
| Naslov       | Leto | Najvišja uvrstitev na lestvicah | Album/minialbum |
| Naslov       | Leto | SWI                             | Album/minialbum |
| ------------ | ---- | ------------------------------- | --------------- |
| »Ke bock«    | 2017 | 31                              | Momänt-Kids     |
| »Kunstwärch« | 2017 | 90                              | Fundbüro        |

## Nagrade in dosežki
| Nagrada            | Leto | Kategorija                  | Nominiranec  | Izid      | Ref.          |
| ------------------ | ---- | --------------------------- | ------------ | --------- | ------------- |
| Energy Star Night  | 2017 | Energy Music Award          | kot Nemo     | Osvojil/a | [ 15 ]        |
| Prix Walo          | 2017 | Najboljši novinec           | kot Nemo     | Osvojil/a | [ 16 ]        |
| Swiss Music Awards | 2017 | Najboljši talent            | kot Nemo     | Osvojil/a | [ 17 ]        |
| Swiss Music Awards | 2018 | Najboljši moški solo nastop | kot Nemo     | Osvojil/a | [ 18 ] [ 19 ] |
| Swiss Music Awards | 2018 | Best Breaking Act           | kot Nemo     | Osvojil/a | [ 18 ] [ 19 ] |
| Swiss Music Awards | 2018 | Najboljši nastop v živo     | kot Nemo     | Osvojil/a | [ 18 ] [ 19 ] |
| Swiss Music Awards | 2018 | Najboljša uspešnica         | skladba »Du« | Osvojil/a | [ 18 ] [ 19 ] |